# Chrysobothris aeneola
Chrysobothris aeneola är en skalbaggsart som beskrevs av Leconte 1860. Chrysobothris aeneola ingår i släktet Chrysobothris och familjen praktbaggar. Inga underarter finns listade i Catalogue of Life.